# Дроздовський Михайло Гордійович
Михайло Гордійович Дроздовський (рос. Михаил Гордеевич Дроздовский) (7 (19) жовтня 1881, Київ — 1 (14) січня 1919 Ростов-на-Дону) — російський військовий українського походження, генерал-майор. Учасник Російсько-японської, Першої світової та Громадянської воєн.
Один з керівників Білого руху в Росії у 1917—1920, монархіст.
Став першим в історії Білого руху генералом, який відкрито заявив про свою відданість монархії — в той час, коли «демократичні цінності» лютневої революції були ще в честі.
У лютому-квітні 1918 сформув добровольчий загін з офіцерів і солдатів Румунського фронту і привів його на з'єднання з Добровольчою армією (Див.: Похід дроздовців з Румунії на Дон). У травні 1918 був призначений командиром 3-ї стрілецької дивізії в Добровольчій армії. У боях за Ставрополь восени 1918 був поранений. Помер від рани 14 січня 1919 в шпиталі Ростова-на-Дону. Місцеві газети написали його некролог ще при житті воєначальника і потім довго вибачались. 
Саме у шпиталі йому присвоїли звання генерала. Після смерті його полку присвоїли звання імені генерала Дроздовського.

## Родина
- Походив з потомствених дворян Полтавської губернії.
- батько: Дроздовський Гордій Іванович (1835—1908). Учасник Севастопольської оборони, колишній командир 168-го Острозького піхотного резервного полку. Помер 11 січня 1908 р. (від туберкульозу легень), похований на старому міському кладовищі м. Чернігів[2]
- сестра: Юлія Гордіївна

## Нагороди
Кавалер ордена Святого Георгія 4-го ступеня, ордена Святого Рівноапостольного Князя Володимира 4-го ступеня з мечами та бантом, ордена Святої Анни 3-го ступеня з мечами та бантом, ордена Святої Анни 4-го ступеня з написом «За хоробрість», ордена Святого Станіслава 3-го ступеня з мечами та бантом.
Володар Георгієвської зброї, «Медалі в пам'ять Російсько-Японської війни 1904—1905 років» з бантом, медалі «В пам'ять Вітчизняної війни», світло-бронзової медалі «В пам'ять 300-річчя царювання Дому Романових».